# Xaraixka
Xaraixkarus: шара́шка, (de vegades xarajka, rus: шарáжка o xaraga, rus: шара́га, plural xaraixki, rus: шара́шки) és un nom informal pels laboratoris secrets de recerca i desenvolupament del sistema de camps de treball gulag soviètic. Etimològicament, la paraula xaraixka es deriva de l'expressió d'argot rus xaràixkina kontora ("L'oficina xaraixka", que al seu torn procedeix del terme d'argot xaraga (шарага) per referir-se a una banda de lladres. En tot cas, es tracta un terme irònic i despectiu per denotar una organització poc organitzada i improvisada. El nom oficial era OKB (ОКБ), Опытное конструкторское бюро, que es pot traduir com a 'Oficina Tècnica Experimental'.
Els científics i enginyers en una xaraixka eren presoners recollits de diversos camps i presons, assignats per treballar en tasques científiques i tecnològiques per a l'estat. Les condicions de vida eren en general molt millors que en un campament mitjà de la taigà, sobretot tenint en compte l'absència de treballs forçats.
Els resultats de la recerca en xaraixki es van publicar en general sota els noms de destacats científics soviètics, sense donar crèdit als veritables autors, els noms dels quals han estat sovint oblidats. Alguns dels brillants científics i enginyers empresonats en xaraixki van ser posats en llibertat durant i després de Segona Guerra Mundial, continuaren carreres independents i esdevingueren famosos, com ara Léon Theremin.

## Història
El 1934 Leonid Ramzín i altres enginyers condemnats al Judici del Partit Industrial es van formar en una oficina tècnica especial d'acord amb el Directori Polític de l'Estat (OGPU), que llavors era la policia secreta de la Unió Soviètica.
El 1938, Lavrenti Béria, un alt oficial de l'NKVD, va crear el Departament d'Oficines de disseny especial de l'NKVD de l'URSS (Отдел особых конструкторских бюро НКВД СССР). El 1939, la unitat va passar a denominar-se Oficina Tècnica especial de la Unió Soviètica NKVD (Особое техническое бюро НКВД СССР) i es col·loca sota el lideratge de general Valentin Kravtxenko, sota la immediata supervisió de Béria. El 1941 va rebre un nom secret, el Quart Departament Especial de l'NKVD URSS (4-й спецотдел НКВД СССР).
El 1949, l'abast de les xaraixki augmentà significativament. Anteriorment, el treball realitzat havia tingut caràcter militar i de defensa. L'Ordre MVD № 001.020 de data 9 novembre de 1949 decretà la instal·lació d'"oficines tècniques i de disseny especial" per a una àmplia varietat de "recerca i desenvolupament civil", sobretot en les zones allunyades de la Unió Soviètica.
El Quart Departament Especial va ser dissolt el 1953 quan, poc després de la mort de Stalin, Nikita Khrusxov va fer arrestar Béria per espionatge i aquest fou executat.

## Reclusos notables a lesxaraixki
- Aleksandr Soljenitsin
- Lev Kópelev
- Robert Liúdvigovitx Bartini
- Nikolai Ilitx Bazenkov
- Valentín Gluixkó
- Dmitri Pàvlovitx Grigoróvitx
- Iuri Kondratiuk
- Serguei Koroliov
- Leonid Lvóvitx Kérber
- Nikolai Vladímirovitx Timoféiev-Ressovski
- Vladímir Miasísxev
- Ióssif Grigórievitx Néman
- Vladímir Petliakov
- Nikolai Polikàrpov
- Aleksandr Ivànovitx Putílov
- Leonid Ramzín
- Léon Theremin
- Dmitri Liúdvigovitx Tomaixévitx
- Andrei Túpolev
- Vladímir Antónovitx Txijevski
- Aleksei Mikhàilovitx Txeriómukhin
- Ievgueni Ivànovitx Xpitalski